# 扎尼夫西克
51°52′22″N 24°35′46″E / 51.87278°N 24.59611°E
扎尼夫西克（烏克蘭語：Занивське），是烏克蘭的村落，位於該國西部沃倫州，由科韋利區負責管轄，面積0.25平方公里，海拔高度149米，2001年人口132，人口密度每平方公里523.81人。